# Romain Dubois
Romain Dubois est un pianiste et compositeur français né à Combourg.

## Biographie

### Enfance et formation
Romain Dubois est né à Combourg en Ille-et-Vilaine. Il emménage à Brest en 2008.

### Carrière
Depuis 2014, il est membre du groupe Fleuves.
En 2019, il est sacré au Championnat des sonneurs de Gourin en  2012 en duo libre avec Émilien Robic.
À partir de 2022, il fait une tournée solo avec son spectacle Una Bestia,,,.

## Style
Il travaille sur des pianos Fender Rhodes et Yamaha CP70.